# Робітниче Селище № 4
Робітни́че Се́лище № 4 (рос. Рабочий Посёлок №4) — колишнє селище в Кіровському районі Ленінградської області, Росія.